# Mary Andrews
 (septembre 2022).
Pour les articles homonymes, voir Andrews.
Mary K. Andrews (1854–1914) est une géologue irlandaise, remarquable comme l'une des premières femmes à être active dans ce domaine.

## Biographie
Née à Belfast, Mary Andrews est l'une des six enfants de Jane Hardie et du chimiste Thomas Andrews. Elle est secrétaire honoraire de la section géologique du Belfast Naturalists 'Field Club (BNFC) après sa création en 1893. Amie et collaboratrice de Sydney Mary Thompson, Andrews photographie des éléments d'intérêt particulier pour la British Association et organise les spécimens géologiques locaux du BNFC.
Elle représente le Queen's College de Belfast et le BNFC lors des célébrations du centenaire de la Société géologique de Londres en 1907,.

## Travaux
- (comme K. ) The Early History of Magnetism, Nature, 27 avril 1876[6].
- 'Denudation at Cultra, County Down' [1892], Irish Naturalist 2 (1893), p. 16–18 ans ; 47-49 ; Belfast Field Club Reports 3 (1893), p. 529–32
- 'Dykes in Antrim and Down', Irish Naturalist 3 (1894), p. 93–6
- 'Erosion at Newcastle', Irish Naturalist, 10, 114
- 'Notes sur Moel Tryfaen' [1894], Belfast Field Club Reports 4 (1901), p. 205–10